# Søren Sørensen (orientalist)

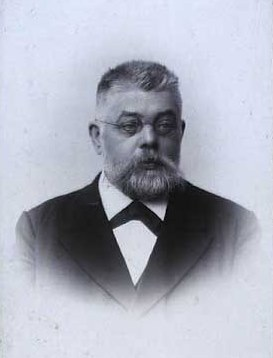
Søren Sørensen

Søren Sørensen, född 23 november 1848, död 8 december 1902, var en dansk orientalist.
Sørensen var son till en jylländsk småbrukare, tog 1874 filologisk examen, men studerade därjämte sanskrit, var ett par år lärare på internatskolan Herlufsholm, men upprättade sedan egen skola i huvudstaden, undervisningsanstalten "Kjøbenhavn", som han ledde i 16 år. År 1883 tog han filosofie doktorsgrad på avhandlingen Om Mahābhāratas Stilling i den indiske Literatur och vann 1890 Videnskabernes Selskabs guldmedalj för avhandlingen Om Sanskrits Stilling i den almindelige Sprogudvikling i Indien, men lyckades inte i övrigt fullborda något större arbete. År 1902 blev Sørensen professor vid Köpenhamns universitet. Han efterlämnade stora samlingar till ett namnregister till Mahabharata, som utgavs i London i sju häften 1904-12 av hans efterträdare på lärostolen Dines Andersen.